# Municipio de Hill Lake
El municipio de Hill Lake (en inglés: Hill Lake Township) es un municipio ubicado en el condado de Aitkin en el estado estadounidense de Minnesota. En el año 2010 tenía una población de 430 habitantes y una densidad poblacional de 4,83 personas por km².

## Geografía
El municipio de Hill Lake se encuentra ubicado en las coordenadas 46°59′30″N 93°38′9″O / 46.99167, -93.63583. Según la Oficina del Censo de los Estados Unidos, el municipio tiene una superficie total de 89.06 km², de la cual 86,11 km² corresponden a tierra firme y (3,31 %) 2,95 km² es agua.

## Demografía
Según el censo de 2010, había 430 personas residiendo en el municipio de Hill Lake. La densidad de población era de 4,83 hab./km². De los 430 habitantes, el municipio de Hill Lake estaba compuesto por el 97,67 % blancos, el 0,93 % eran afroamericanos, el 0,23 % eran amerindios, el 0,23 % eran asiáticos, el 0,23 % eran de otras razas y el 0,7 % eran de una mezcla de razas. Del total de la población el 0,47 % eran hispanos o latinos de cualquier raza.